# FA Charity Shield 1935
Lo FA Charity Shield 1935, noto in italiano anche come Supercoppa d'Inghilterra 1935, è stata la 22ª edizione della Supercoppa d'Inghilterra.
Si è svolto il 23 ottobre 1935 all'Arsenal Stadium di Londra tra l'Arsenal, vincitore della First Division 1934-1935, e lo Sheffield Wednesday, vincitore della FA Cup 1934-1935.
A conquistare il titolo è stato lo Sheffield Wednesday che ha vinto per 1-0 con rete di Neil Dewar nel corso del secondo tempo.

## Partecipanti
| Squadre        | Qualificazione                           | Partecipazioni precedenti (il grassetto indica la vittoria) |
| -------------- | ---------------------------------------- | ----------------------------------------------------------- |
| Arsenal        | Vincitore della First Division 1934-1935 | 4 (1930, 1931, 1933, 1934)                                  |
| Sheffield Weds | Vincitore della FA Cup 1934-1935         | 1 (1930)                                                    |

## Tabellino
| Londra 23 ottobre 1935                  | Arsenal   | 0 – 1 referto | Sheffield Wednesday | Arsenal Stadium (13.500 spett.) |
| \| \| \| \| \| \| Marcatori \| Dewar \| |           |               |                     |                                 |
|                                         |           |               |                     |                                 |
|                                         | Marcatori | Dewar         |                     |                                 |

### Formazioni
| Arsenal:       |    |                |
|                |    |                |
| P              | 1  | Alex Wilson    |
| D              | 2  | George Male    |
| D              | 3  | Eddie Hapgood  |
| C              | 4  | Frank Hill     |
| C              | 5  | Bernard Joy    |
| C              | 6  | Wilf Copping   |
| A              | 7  | Jackie Milne   |
| A              | 8  | Jack Crayston  |
| A              | 9  | Jimmy Dunne    |
| A              | 10 | Roger Davidson |
| A              | 11 | Cliff Bastin   |
| Allenatore:    |    |                |
| George Allison |    |                |

| Sheffield Weds: |    |                   |
|                 |    |                   |
| P               | 1  | Jack Brown        |
| D               | 2  | Joe Nibloe        |
| D               | 3  | Ted Catlin        |
| C               | 4  | R. Rhodes         |
| C               | 5  | Walter Millership |
| C               | 6  | Horace Burrows    |
| A               | 7  | Mark Hooper       |
| A               | 8  | Ronnie Starling   |
| A               | 9  | Neil Dewar        |
| A               | 10 | Bob Bruce         |
| A               | 11 | Ellis Rimmer      |
| Allenatore:     |    |                   |
| Billy Walker    |    |                   |